# Schwülper

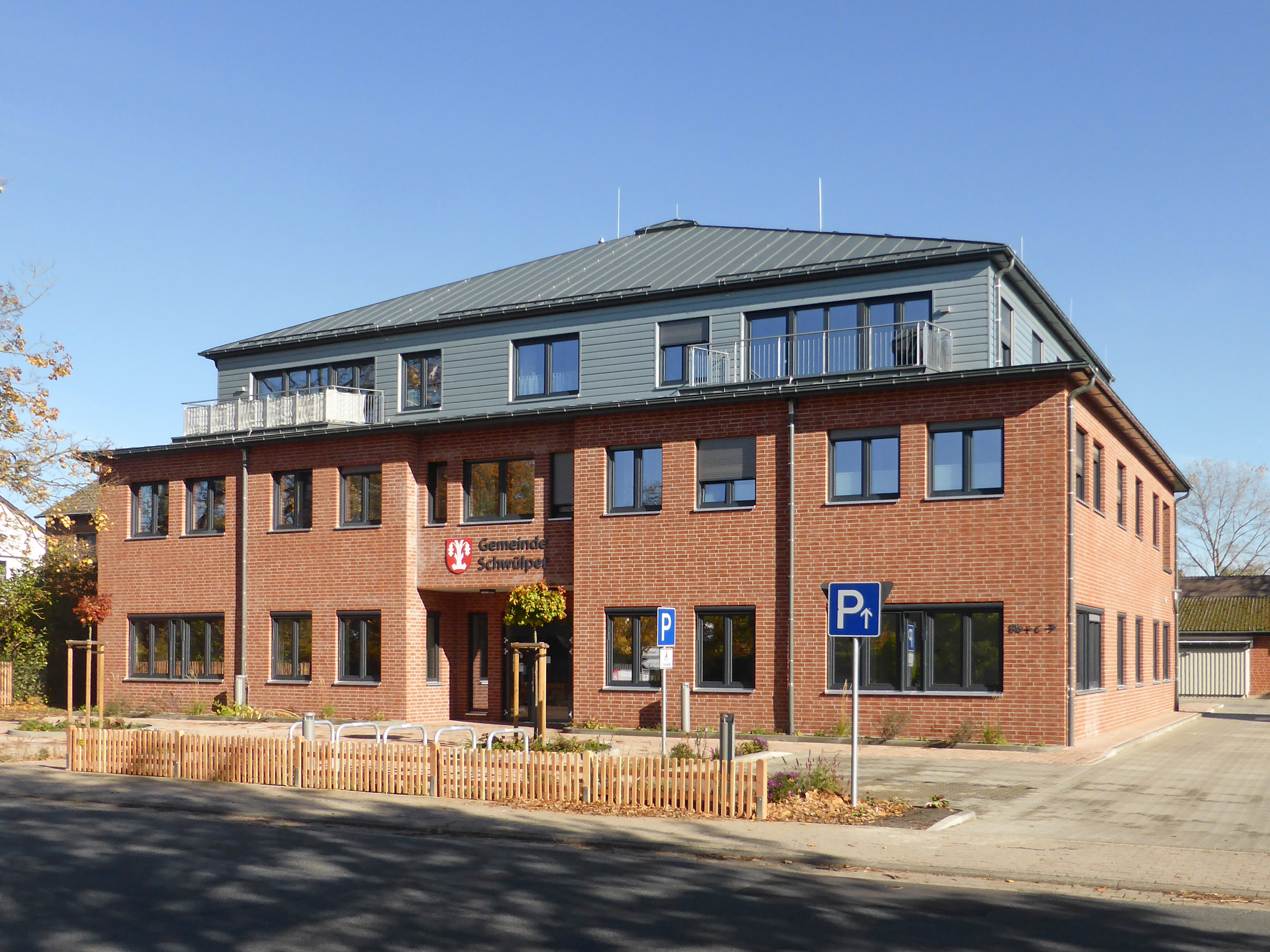
Gemeindeverwaltung

Schwülper ist eine Gemeinde in der Samtgemeinde Papenteich im Landkreis Gifhorn in Niedersachsen. Die Gemeinde grenzt im Südwesten direkt an Braunschweig.

## Geografie

### Geografische Lage
Durch die Gemeinde verläuft die A 2, zu der die Gemeinde einen Anschluss hat, und die Bundesstraße 214, die hier den Titel „Deutsche Fachwerkstraße“ führt. Durch die Gemeinde fließen die Oker, die Schunter und der Bickgraben. Die letzteren beiden münden hier in die Oker.
Der höchste Punkt mit 87 m ü. NHN liegt im Klosterholz östlich der Ortschaft Lagesbüttel.

### Bevölkerung
Am 31. Dezember 2021 wohnten in der Gemeinde Schwülper 7338 Menschen, davon fast die Hälfte im Ortsteil Groß Schwülper. Die Bevölkerungsentwicklung in historischer Zeit ist für alle Ortsteile getrennt belegt.

### Gemeindegliederung
Die Gemeinde Schwülper besteht aus den Ortsteilen Groß Schwülper, Hülperode, Klein Schwülper, Lagesbüttel, Rothemühle und Walle.

## Geschichte
- um 1000: Erste Erwähnung von Groß Schwülper als „Suilbore“
- 1618: Das Hospital „St. Gerbharde“ wird in Groß Schwülper gebaut
- 1847: Gründung der Ziegelei Groß Schwülper
- 1906: Kalibohrungen durch die Gesellschaft „Glückauf“ zwischen Gr. Schwülper und Lagesbüttel
- 1912: Einrichtung einer zweiklassigen Volksschule
- 1951: Verkauf der Ziegelei und Umwandlung in eine Gaststätte
- 1972: Abriss des Schlosses Groß Schwülper
- 2021: Die Gemeindeverwaltung zieht in einen Neubau um.

### Ur- und Frühgeschichte
Zeichen menschlicher Besiedlung in der Gemarkung von Schwülper reichen bis in die Jungsteinzeit zurück. So wurden während der Okerregulierung 1878 mehrere Funde aus dieser Zeit sowie aus der Eisen- und Bronzezeit gefunden. Dazu gehörten Mammutknochen, ein Einbaum sowie Bronze- und Eisenwerkzeuge. Die Ufer der Oker gehören vermutlich zu den ältesten Siedlungsplätzen im Papenteich.

### Freiherren von Marenholtz
Groß Schwülper gehörte seit dem Mittelalter zum Besitz derer von Marenholtz. Asche von Marenholtz erwarb 1604 das Gut Schwülper von Eberhardt von Marenholz. († 1. November 1633), der sich in Ostfriesland niedergelassen hatte, und begründete die jüngere Linie des Hauses Schwülper:
- Curd Asche von Marenholtz (* um 1550, † 26. November 1607), verheiratet mit Anna v. Steinberg a. d. H. Bodenburg
- Margarethe von Marenholtz, heiratete am 10. Mai 1921 Oskar von Hindenburg, den Sohn des Generalfeldmarschalls und späteren Reichspräsidenten Paul von Hindenburg.

### Eingemeindungen
Am 1. März 1974 wurde die Gemeinde Schwülper durch den Zusammenschluss der bisherigen Gemeinden Groß Schwülper, Klein Schwülper, Lagesbüttel und Walle neu gebildet.

## Politik

### Gemeinderat
Der Rat der Gemeinde Schwülper setzt sich aus 21 Mitgliedern zusammen. Die Ratsmitglieder werden durch eine Kommunalwahl für jeweils fünf Jahre gewählt.
Bei der Kommunalwahl 2021 ergab sich folgende Sitzverteilung:
| Gemeinderat 2021Insgesamt 21 Sitze - SPD: 8 - Grüne: 4 - FDP: 1 - WGS: 2 - CDU: 5 - AfD: 1 |

| Wahljahr | SPD | CDU | Grüne | Gesamt   |
| -------- | --- | --- | ----- | -------- |
| 2016     | 11  | 7   | 3     | 21 Sitze |

### Wappen
| Wappen von Schwülper | Blasonierung: „Das Wappen der Gemeinde zeigt auf rotem Grund einen stilisierten, silbernen Eichenstamm, von dem zu jeder Seiten jeweils ein Eichenblatt herabhängt.“ |
| Wappen von Schwülper | Wappenbegründung: Das Wappen wurde 1981 geschaffen und knüpft an das älteste, mit Groß Schwülper verbundene Wappen an, dem Wappen der Herren von Swilbere. Das Wappen symbolisiert mittels der jungen Eichentriebe Überleben und Wachstum, trotz überstandener schwerer Zeiten, symbolisiert durch den geästeten (fast kahlen) Eichenstamm. |

## Kultur und Sehenswürdigkeiten

### Sehenswürdigkeiten
- „Bürgerhaus“ Groß Schwülper (Zweiständerhaus aus dem Jahr 1725)
- Standbild „Spargelfrauen“ auf dem Schlossplatz
- Ehemaliges Hospital mit Stiftskapelle in Groß Schwülper. 1618 von Gebhard von Mahrenholtz erbaut, seit 1969 in Besitz der Evangelisch-Freikirchlichen Gemeinde Schwülper. Von 1946 an wurde die Kapelle von Baptisten sowie Katholiken der Pfarrvikarie Meine gemeinsam genutzt.[6]
- St.-Nikolaus-Kirche in Groß Schwülper
- „Rote Mühle“, Wassermühle in Rothemühle
- St.-Christinen-Kirche in Walle
- Zusammenfluss von Schunter und Oker

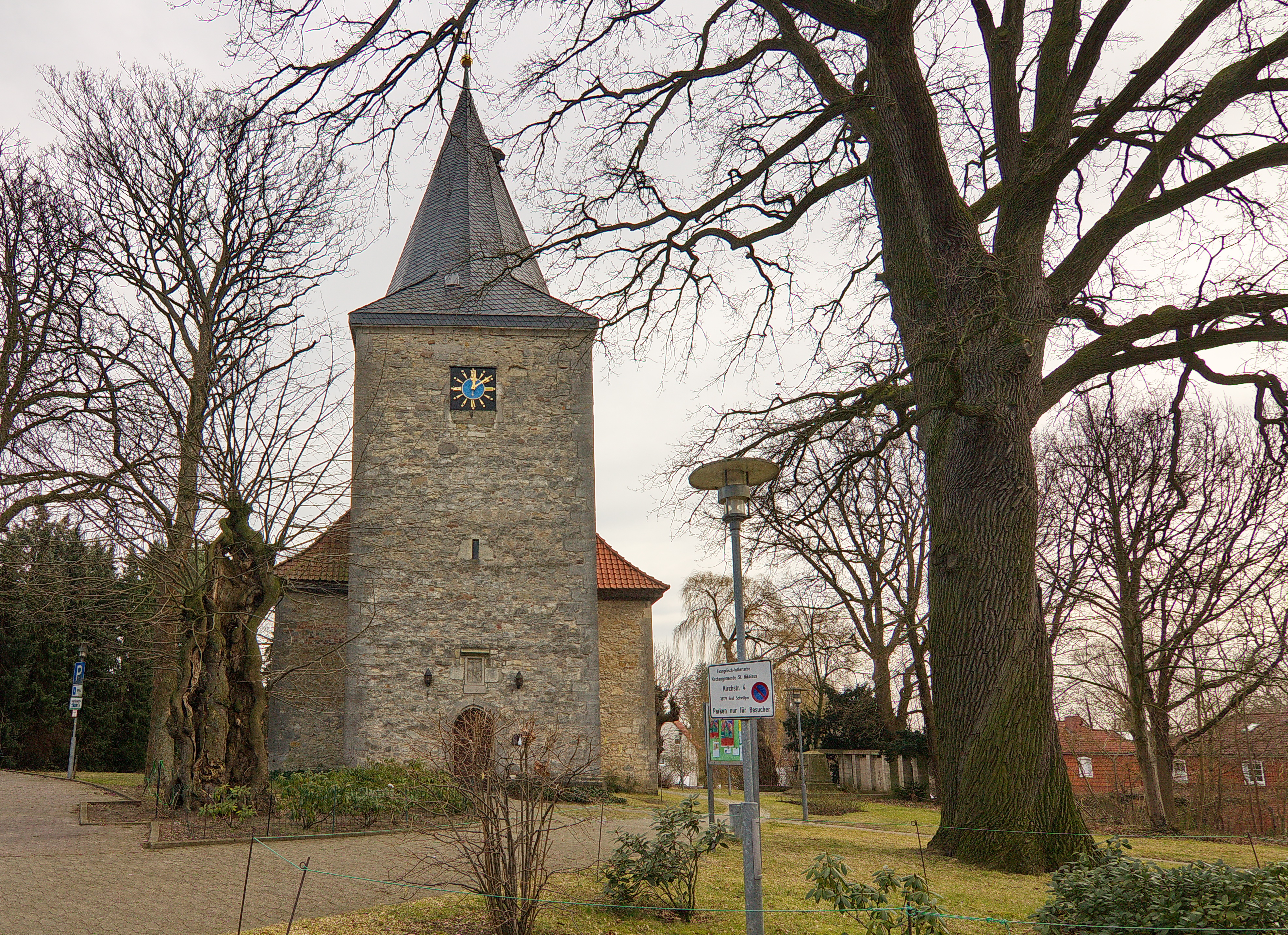
St.-Nikolai-Kirche in Groß Schwülper
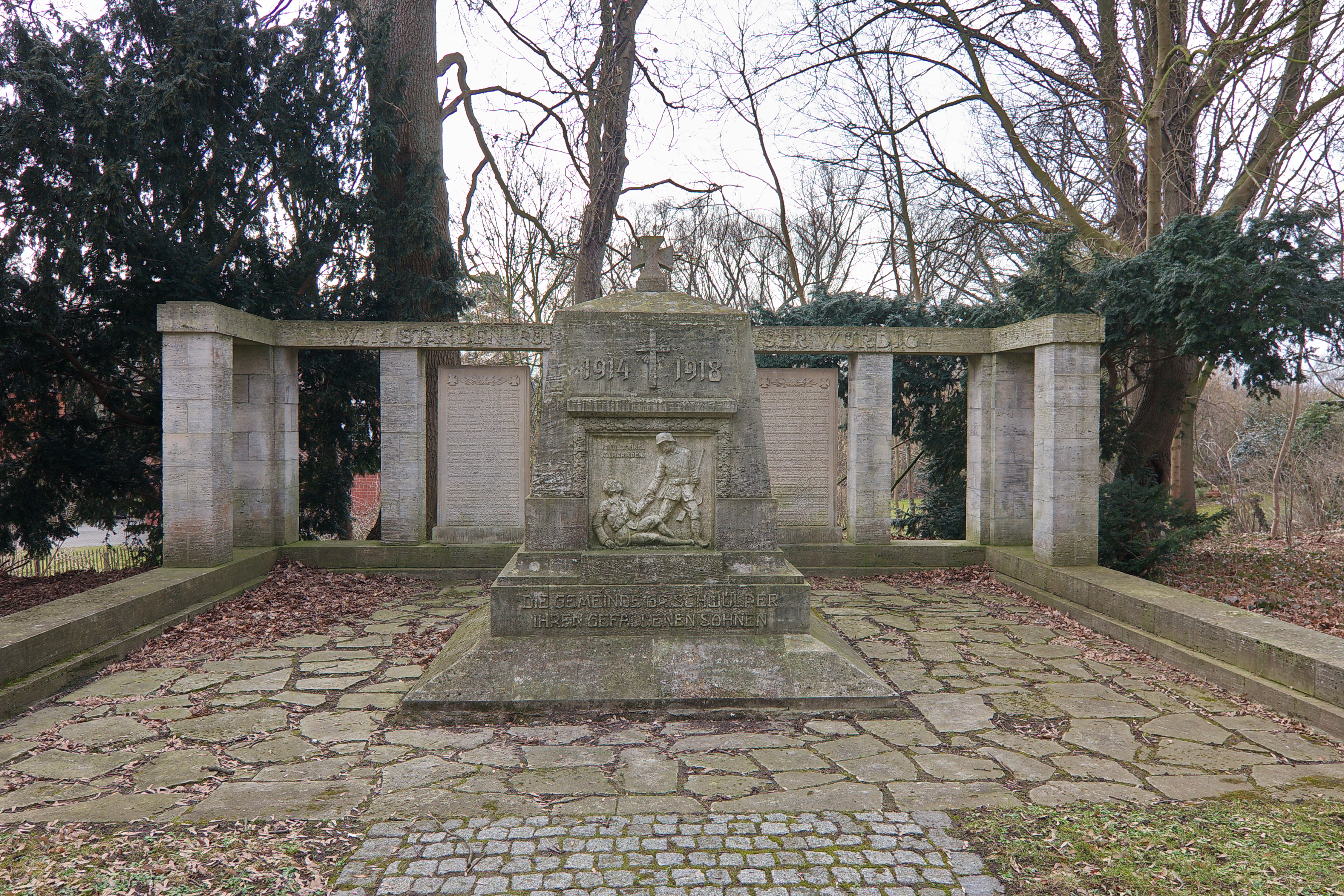
Kriegerdenkmal
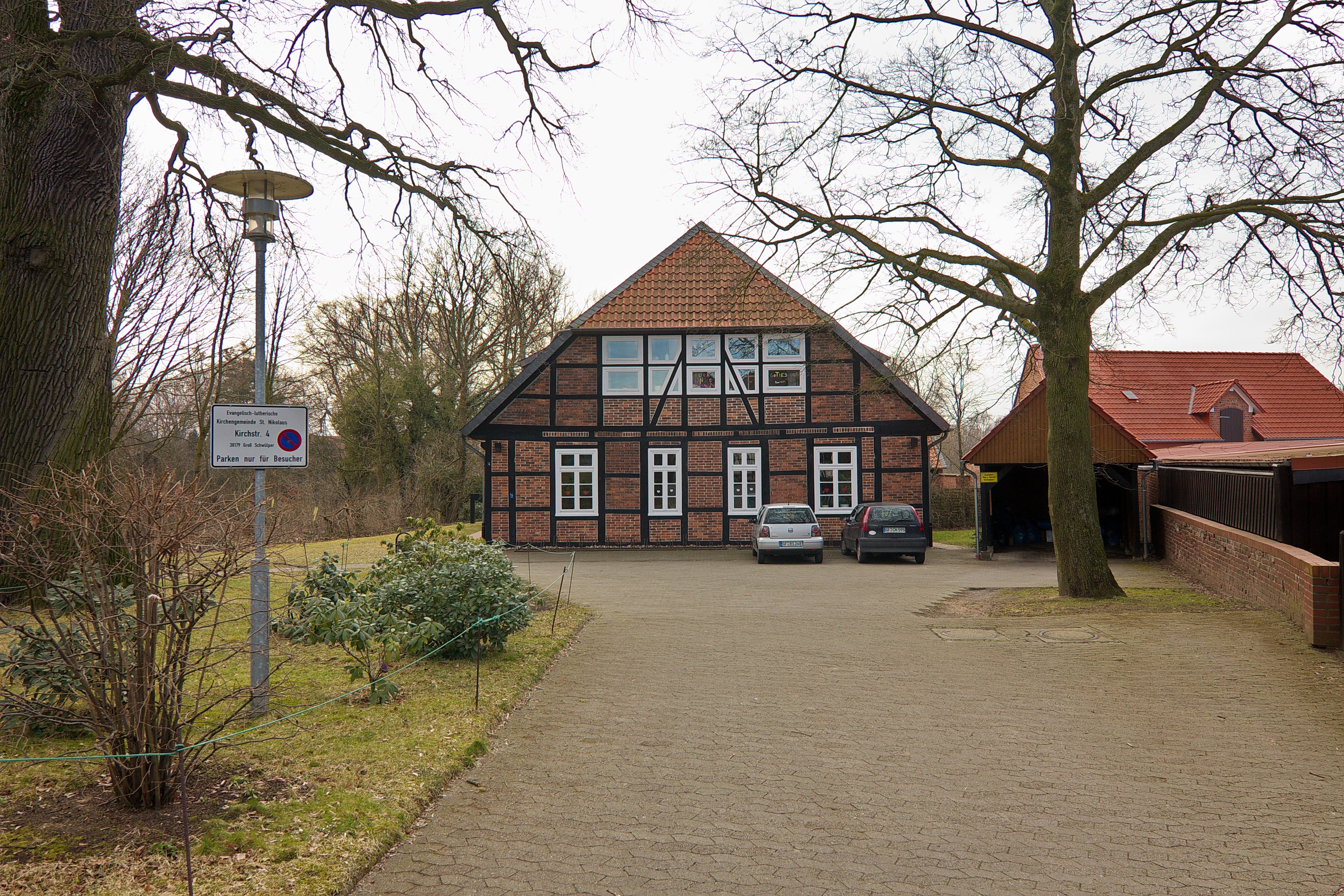
St.-Nikolai-Gemeindehaus
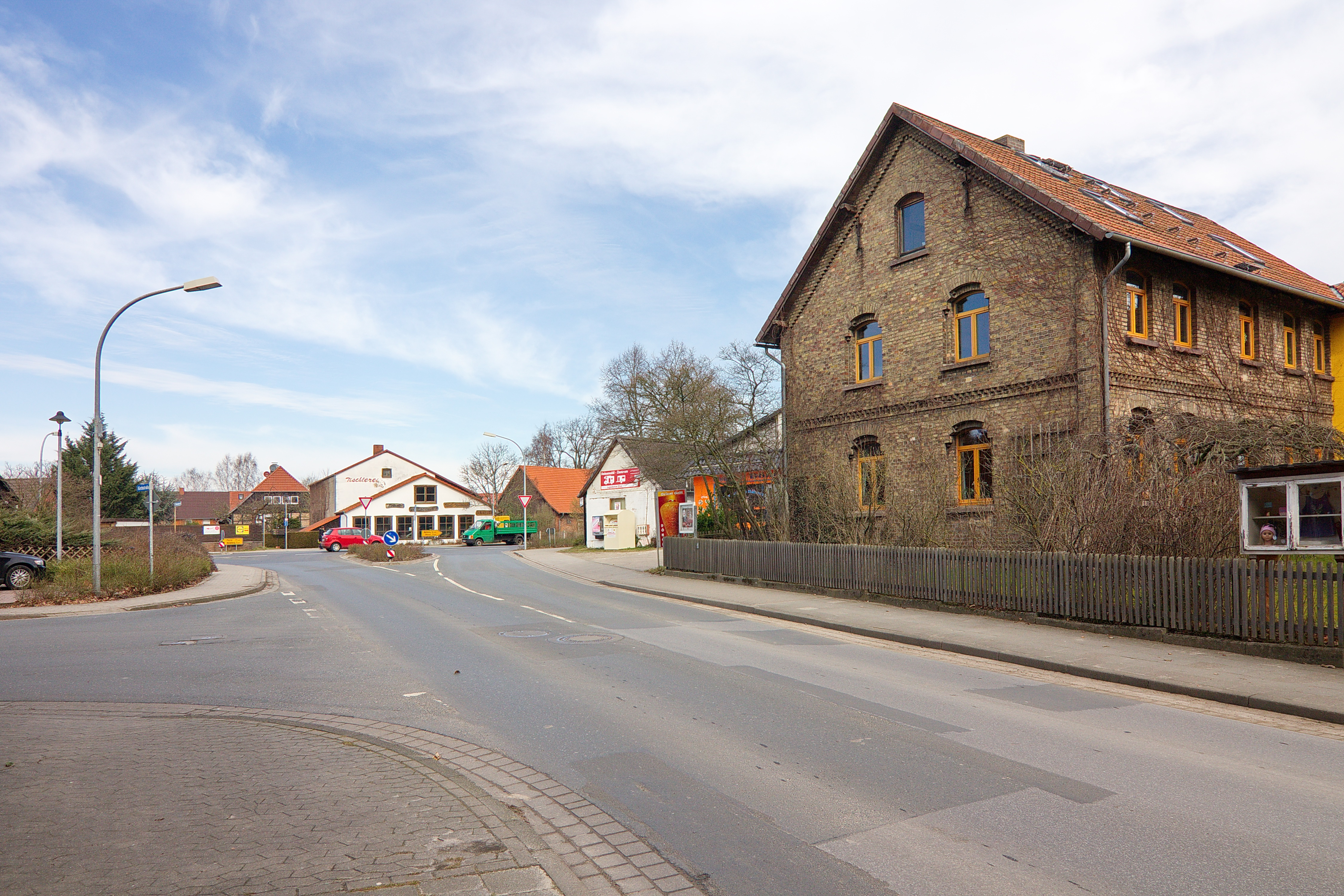
Ortsblick
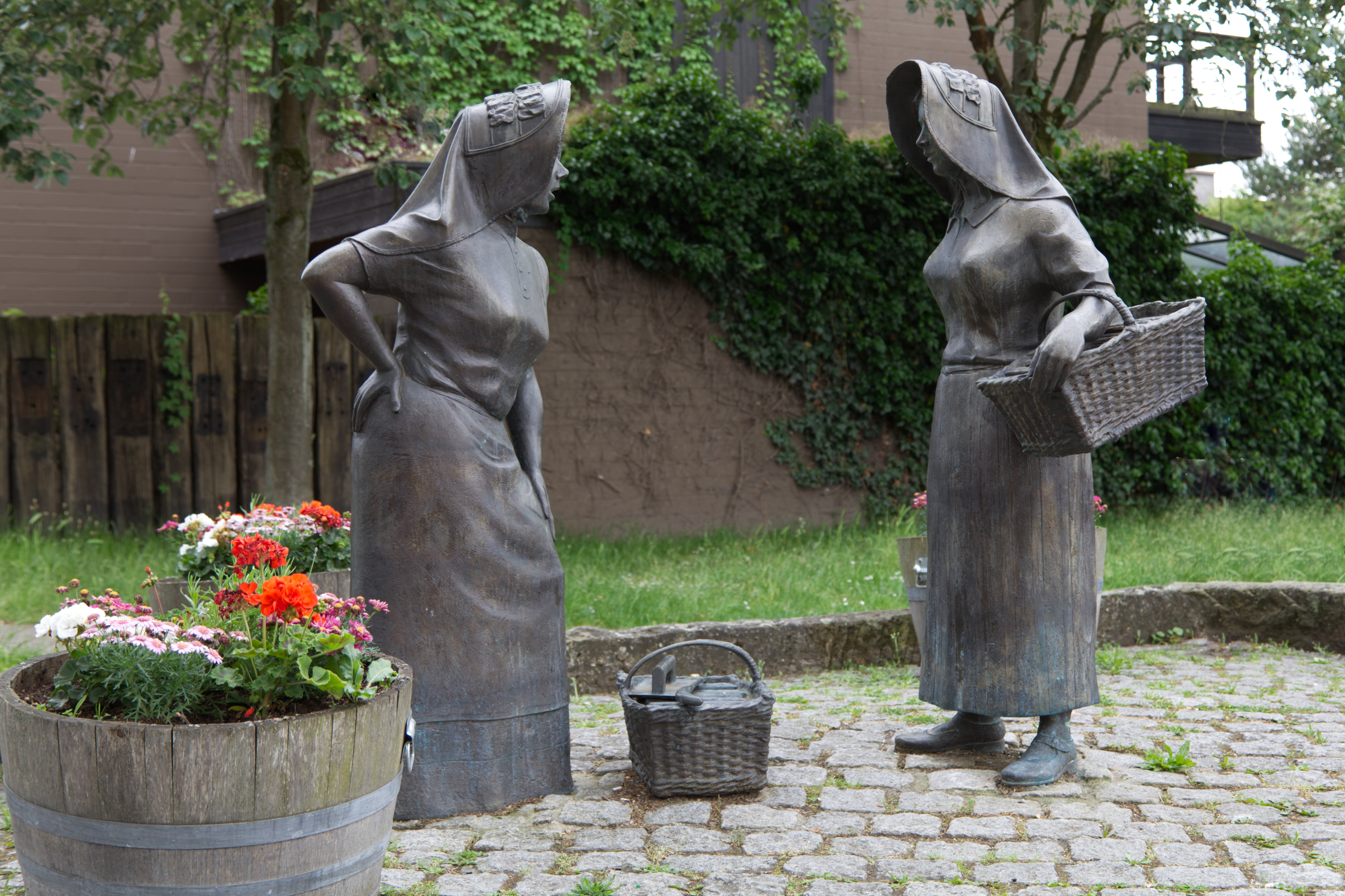
Spargelfrauen
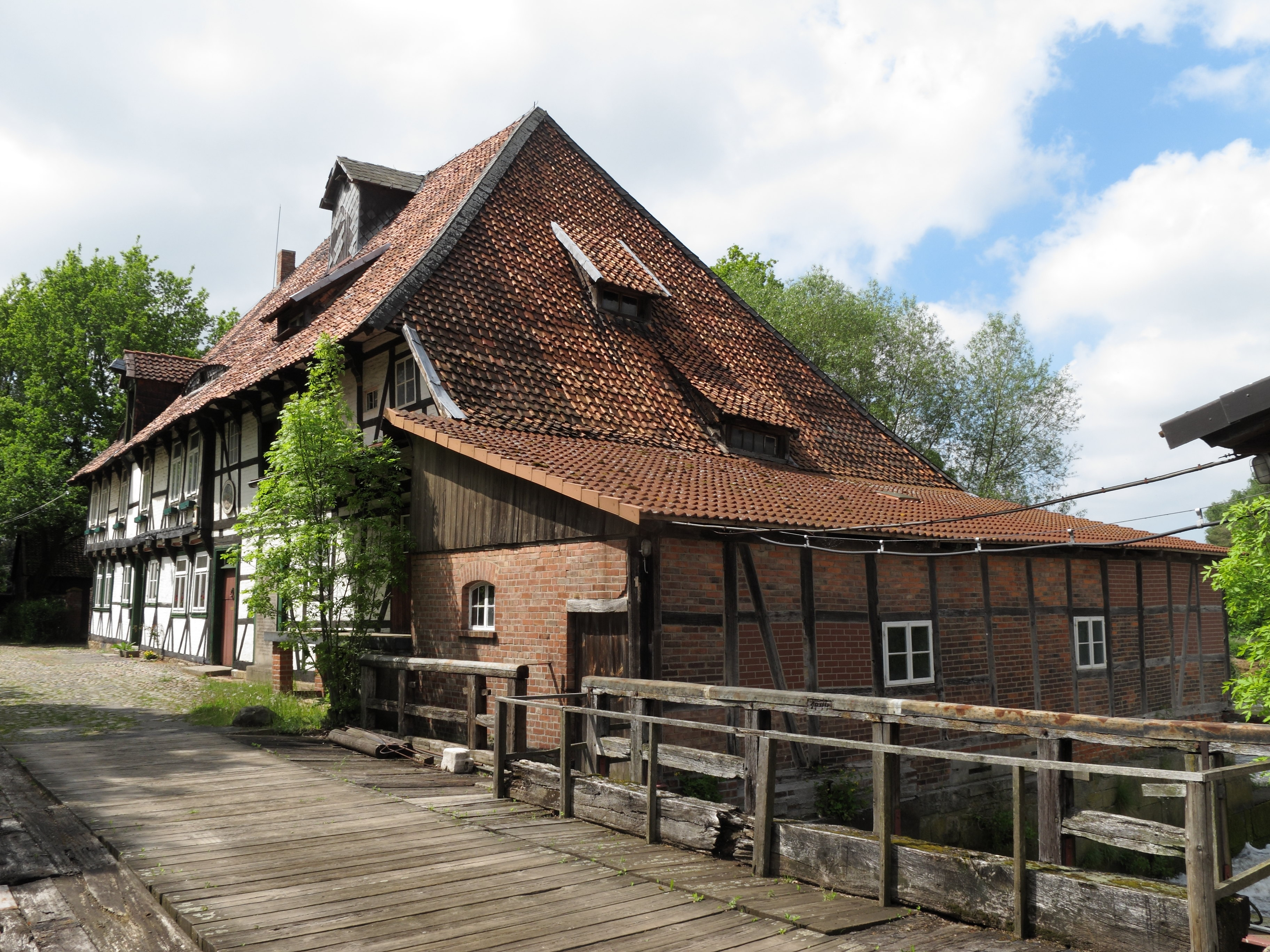
Wassermühle Rothemühle

### Bildung
1912 wurde eine zweiklassige Volksschule eingerichtet. Das dafür gebaute Gebäude diente bis 2021 als Gemeindebüro. Daneben gab es noch die „Höhere Privatschule Gr. Schwülper“, die in den Räumen des Hospitals St. Gebharde untergebracht war. Heute besuchen die Jugendlichen in der Gemeinde Schwülper in der Regel entweder die OBS Papenteich in Groß Schwülper, das Lessinggymnasium in Braunschweig-Wenden, das Philipp-Melanchthon-Gymnasium in Meine oder eine berufsbildende Schule in Gifhorn. Außerdem gibt es noch eine Grundschule.

### Vereinswesen
- Schützenverein
- SV Groß Schwülper
- Tennis-Club Schwülper
- ASV Groß Schwülper
- Chorgemeinschaft 1864 Groß Schwülper
- Medienwerkstatt Schwülper
- TSV Rothemühle
- Dorf & Leben Schwülper/Menschen, Märkte, Miteinander e. V.
- FC  Schwülper
- MTV Walle
- SG Lagesbüttel

### Regelmäßige Veranstaltungen
- Ostermarkt in Groß Schwülper zwei Wochen vor Ostersonntag
- Herbstmarkt in Groß Schwülper am zweiten Sonntag im September
- Adventsmarkt in Groß Schwülper am ersten Advent
- Tag des offenen Denkmals in der Stiftsanlage Braunschweiger Str. 10
- Märchenwald der Chorgemeinschaft (alle zwei Jahre)
- Adventskonzert
- Kulturnacht (alle zwei Jahre)
- Hofbrauhaus Wolters Cup (Fußballturnier des FC Schwülper – jährlich im Sommer – 2019 in der 32. Auflage)
- Papenteich-Cup (Fußballhallenturnier des FC Schwülper am ersten oder zweiten Samstag im Jahr – 2019 in 6. Auflage)

## Persönlichkeiten
- Strauß und Torney (Georg Burchard Strauß um 1584–1632), Pastor in Groß Schwülper
- August Ludwig Hoppenstedt (1763–1830), evangelischer Theologe
- Carl Wilhelm Hoppenstedt (1769–1826), hannoverscher Jurist, Beamter und Kabinettsrat[7]
- Margarete von Hindenburg (1897–1988)
- Uwe-Peter Lestin (* 1943), von 1990 bis 2021 Bürgermeister der Gemeinde Schwülper

## Verkehr
Schwülper ist im ÖPNV mit den Buslinien 111 (Braunschweig – Gifhorn) der Verkehrsgesellschaft Landkreis Gifhorn (VLG) und 434 (Rühme – Walle) der Braunschweiger Verkehrs-GmbH (BSVG) angebunden. Nächstgelegene Bahnstation ist Meine an der Bahnstrecke Braunschweig–Wieren. Früher verlief westlich von Schwülper die Bahnstrecke Celle–Braunschweig.